# Гнарренбург
Гнарренбург (нім. Gnarrenburg) — сільська громада в Німеччині, розташована в землі Нижня Саксонія. Входить до складу району Ротенбург-на-Вюмме.
Площа — 122,91 км2. Населення становить 9157 осіб (станом на 31 грудня 2021).